# Declieuxia deltoidea
Declieuxia deltoidea là một loài thực vật có hoa trong họ Thiến thảo. Loài này được Müll.Arg. mô tả khoa học đầu tiên năm 1876.